# Bảo tàng Tổng giáo phận ở Gdańsk
Bảo tàng Tổng giáo phận ở Gdańsk (tiếng Ba Lan: Muzeum Archidiecezjalne w Gdańsku) là một bảo tàng tọa lạc tại số 1 phố Bishop Edmund Nowicki, thuộc quận Oliwa ở thành phố Gdańsk, Ba Lan. Bảo tàng tổ chức triển lãm bên trong tòa nhà tu viện Xitô trước đây. Tu viện Xitô từng hoạt động ở đây vào giai đoạn 1186 - 1831. Chủng viện Thần học Gdańsk tiếp quản tòa nhà tu viện này từ năm 1957.

## Lịch sử
Bảo tàng Tổng giáo phận ở Gdańsk chính thức được khánh thành vào ngày 16 tháng 11 năm 1975, nhân dịp kỷ niệm 50 năm thành lập giáo phận Gdańsk. Buổi lễ khánh thành bảo tàng có sự hiện diện của Giám mục Kraków - Hồng y Karol Wojtyła (3 năm sau Ngài trở thành Giáo hoàng Gioan Phaolô II) và Giám mục giáo phận Gdańsk - Lech Kaczmarek. Khu vực triển lãm của bảo tàng cũng có diện mạo mới kể từ sau đợt trùng tu nội thất tu viện Xitô vào giai đoạn 1993 - 1999.

## Bộ sưu tập
Bảo tàng Tổng giáo phận ở Gdańsk trưng bày bộ sưu tập các tác phẩm nghệ thuật (gồm hội họa, điêu khắc và thủ công mỹ nghệ) có liên quan đến tôn giáo.